# Кийярдэ, Жан Мишель
Жан-Мишель Кийярдэ (род. 13 марта 1953 года, Париж) — адвокат Апелляционного суда Парижа, бывший великий мастер Великого востока Франции (2005—2008).

## Путь в масонстве
Жан-Мишель Кийярде был посвящён в 1985 году в ложе «Диоген», в которой он впоследствии стал досточтимым мастером.
На конвенте, в сентябре 2005 года, он был избран великим мастером Великого востока Франции и председателем Совета ордена. Он переизбирался на должность великого мастера в 2006 и в 2007 годах. В 2008 году после трёх лет пребывания на должности, а также после своего отчёта, принятого почти 97 % делегатов конвента, он уступил пост Пьеру Ламбичи.
Его руководство Великим востоком Франции отмечено сильным присутствием в средствах массовой информации, особенно в вопросе лаицизма. Во время своего пребывания в должности, он организовал большую дискуссию о посвящении женщины в масонство, выражая таким образом поддержку тенденциям развития в соответствии с демократическими правилами послушания, 4. Он создал вместе с Жаном Зеем, в Бордо, организацию под названием «Sciences Po», деятельность которой посвящена секуляризации.
Жан-Мишель Кийярде создал вместе с Антуаном Сфэ, в ноябре 2008 года, «Международную обсерваторию лаицизма против социальной преступности», которую и возглавил.

## Государственная деятельность
10 ноября 2005 года назначен членом Национальной консультативной комиссии Франции по правам человека. 1 апреля 2009 года назначен в состав этой комиссии на новое трёхлетие.
6 ноября 2009 года назначен членом Управляющего совета Агентства по биомедицине.
20 августа 2012 года вновь введен в состав Национальной консультативной комиссии по правам человека сроком на 3 года, однако 22 апреля 2014 года досрочно освобождён от этой должности, и на его место назначен Великий мастер Великого востока Франции Даниэль Келлер.

## Публикации
- Статьи в Бюллетене Пале
- Соавторство в Правовом и практическом руководства SARL
- Соавторство в Трудовом законе и руководстве для PME
- Соавторство в Непонимание масонства
- Соавторство в Инициация в масонстве
- Столпы республики
- Участие в издании «Словаря лаицизма»